# Kyrie Irving
Boston celtics
Kyrie Andrew Irving, ameriški košarkar, * 23. marec 1992.
Kyrie je Ameriški poklicni košarkar, ki igra za ekipo Dallas Mavericks v ligi NBA. Kot prvega so ga na naboru (NBA Draft) leta 2011 izbrali moštvo Cleveland Cavaliers. V svoji prvi sezoni je dobil nagrado novinca leta (Rookie of the Year). Šestkratni NBA All-Star, Irving je bil leta 2015 izbran v tretjo All-NBA ekipo. Leta 2013 je postal tudi prvak v metanju trojk. S Cleveland Cavaliersi je leta 2016 osvojil šampijonski prstan za naslov prvaka lige NBA. Nato je igral v klubu Boston Celtics, a se je sprl z vodstvom kluba. S Kevin Durantom sta odšla v ekipo Brooklyn Nets. Trenutno so 7. v vzhodni konferenci.